# Trípoli (Grecia)
Trípoli (en griego: Τρίπολη) es una ciudad de Grecia y es la capital de la unidad periférica de Arcadia, en el centro del Peloponeso. Hoy día, Trípoli es la sede de la Universidad del Peloponeso. Tiene una superficie de 119,3 km² y una población de 30 866 habitantes.

## Historia
La ciudad fue fundada hacia el siglo XIV para substituir a las tres ciudades despobladas de Mantinea, Tegea y Palantio. En 1770 se convirtió en la capital del Peloponeso. Durante la Guerra de independencia de Grecia, Theodoros Kolokotronis la tomó el 5 de octubre de 1821, y la población turca fue masacrada. Ibrahim Bajá la retomó en junio de 1825 y la destruyó en 1828. Fue inmediatamente reconstruida por la Grecia independiente con el nombre de Trípoli.

## Demografía
| Año  | Población | Población de la aglomeración |
| ---- | --------- | ---------------------------- |
| 1911 | 10,789    | -                            |
| 1981 | 21,337    | -                            |
| 1991 | 22,429    | 26,432                       |
| 2001 | 25,520    | 28,976                       |
| 2011 | 30.866    | 46.910                       |

## Deportes
El equipo de fútbol de esta ciudad es el Asteras Tripolis FC.

## Relaciones internacionales

### Ciudad hermana
Trípoli está hermanada con:
- Biblos (Líbano)